# Silil enol etere

La struttura generale di un silil enol etere

I silil enol eteri in chimica organica sono una classe di composti costituiti da un alchene legato ad un ossigeno a sua volta connesso con un gruppo di organosilicio.
Questi composti sono intermedi molto importanti in sintesi organica.

## Sintesi
- Possono essere preparati dai chetoni in presenza di una base forte non nucleofila e trimetilsilil cloruro, oppure usando trimetilsilil triflato con una base debole.
- Si possono ottenere stabilizzando un enolato per reazione tramite una addizione nucleofila coniugata.[1][2]
- Un metodo alternativo invece è rappresentato dal riarrangiamento di Brook con un substrato appropriato.[3]

## Reattività
I silil enol eteri reagiscono come nucleofili nelle:
- Addizioni aldoliche di Mukaiyama
- Reazioni di Michael
- Alchilazioni
- Formazione di alochetoni con alogeni[4]
- Formazione di aciloina per ossidazione con ossaziridine o mCPBA.[5]

Esistono comunque altre reazioni che fanno uso della loro chimica, e vengono qui di seguito riportati due esempi.

### Ossidazione di Saegusa-Ito
Nell'ossidazione di Saegusa-Ito alcuni silil enol eteri sono ossidati a enoni con acetato di palladio(II). Nella pubblicazione originale si utilizza una uguale quantità di Pd e 1,4-benzochinone, quest'ultimo come co-ossidante. L'intermedio è un complesso di ossi-allil palladio.
In una applicazione, un dienone viene sintetizzato in due step da un cicloesanone sostituito, generandone il silil enol etere corrispondente nel primo passaggio:

### Contrazione d'anello
Alcuni silil enol eteri ciclici si sono dimostrati ottimi substrati per la contrazione d'anello di un atomo di carbonio regiocontrollata. Queste reazioni utilizzano solfonil azidi elettronpovere, le quali subiscono una reazione di cicloaddizione [3+2] chemoselettiva, non-catalizzata con i silil enol eteri, seguita dalla eliminazione di diazoto, e da una migrazione alchilica per formare un prodotto con anello contratto di un carbonio con buone rese. Queste reazioni possono essere dirette dalla stereochimica del substrato, dando luogo a contrazioni d'anello stereoselettive..

## Silil chetene acetali

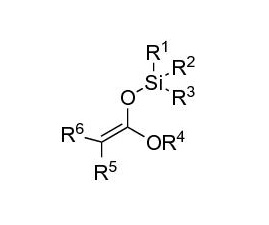
Formula generica di un silil chetene acetale

I silil chetene acetali sono composti simili derivanti da cheteni, acetali o esteri. Tipicamente si ottengono dagli esteri utilizzando TMSCl con una base forte. la loro struttura generica è R-C=C(OSiR3)(OR').